# North Shore Towers
North Shore Towers and Country Club es una cooperativa residencial formada por tres edificios ubicada en el vecindario de Glen Oaks en el borough de Queens de la ciudad de Nueva York, cerca de la frontera de la ciudad con el condado de Nassau. El complejo está ubicado junto al Centro Médico Judío de Long Island.
Los tres edificios residenciales constituyentes, Amherst, Beaumont y Coleridge Towers, son algunas de las estructuras más altas de Queens con 34 pisos cada una. Las torres están construidas en el punto más alto del terreno en el condado de Queens, una colina ubicada a 258 pies (78,6 m) sobre el nivel del mar. Este cerro forma parte de una lengua glaciar del último período glacial.  La colina ocupa el puesto 61 de 62 en la lista de puntos altos del condado de Nueva York. 
El complejo North Shore Towers contiene 1.844 apartamentos que van desde estudios hasta apartamentos de tres habitaciones.
El complejo North Shore Towers cuenta con un campo de golf y su propia planta de energía que produce electricidad independientemente de las compañías eléctricas locales. Esto se notó durante el apagón de Nueva York de 1977 cuando toda la ciudad estaba sin electricidad, pero las luces aún eran visibles en North Shore Towers. Durante el apagón del noreste de Estados Unidos de 2003, las North Shore Towers continuaron produciendo electricidad sin verse afectadas.
La comunidad también tiene una galería comercial que conecta los tres edificios residenciales con 22 locales comerciales, así como gimnasios que incluyen cinco piscinas y cinco canchas de tenis.
North Shore Towers es la única comunidad residencial cerrada en Nueva York con su propio código postal del Servicio Postal de los Estados Unidos, 11005. El código postal tiene el nombre de Floral Park aunque las torres no se encuentran dentro ni adyacentes al barrio de Floral Park. Las zonas postales de Queens no reflejan los límites de los barrios. En 2000, un residente de North Shore Towers notó un error de código postal al realizar una compra en línea . Después de una investigación adicional en 2001, se determinó que North Shore Towers era uno de los cuatro códigos postales a los que se les cobró por error un impuesto sobre las ventas del condado de Nassau del 8,5% en lugar del impuesto sobre las ventas de la ciudad de Nueva York del 8,25% porque los códigos postales cruzan la ciudad. línea. Los residentes argumentaron que la ciudad de Nueva York debería recibir el dinero de sus impuestos y no el condado de Nassau. Este error fue corregido a finales de 2001.